# Pero metella
Pero metella är en fjärilsart som beskrevs av Druce 1892. Pero metella ingår i släktet Pero och familjen mätare. Inga underarter finns listade i Catalogue of Life.